# Chavornay (Francia)
Chavornay è un ex comune francese di 199 abitanti situato nel dipartimento dell'Ain della regione dell'Alvernia-Rodano-Alpi. Dal 1º gennaio 2019 è accorpato ai comuni di Brénaz, Lochieu e di Virieu-le-Petit, formando il nuovo comune di Arvière-en-Valromey.

## Società

### Evoluzione demografica
Abitanti censiti